# DB-Baureihe 490
Le DB-Baureihe 490 est un train électrique à trois voitures pour le S-Bahn de Hambourg, construit par Bombardier Transport de 2013 à 2021, puis par Alstom depuis 2021, principalement à Hennigsdorf et Bautzen en Allemagne.

## Historique
Le 8 septembre 2021, Alstom annonce une nouvelle commande de 64 trains de banlieue DB-Baureihe 490, principalement construit dans les usines ex-Bombardier de Hennigsdorf et Bautzen, pour le réseau S-Bahn de Hambourg avec une livraison prévue pour 2025 et 2026.